# Horsfieldia pachycarpa
Horsfieldia pachycarpa är en tvåhjärtbladig växtart som beskrevs av A. C. Smith. Horsfieldia pachycarpa ingår i släktet Horsfieldia och familjen Myristicaceae. Inga underarter finns listade i Catalogue of Life.